# Eugeniu Ștefan
Pas d'image ? Cliquez ici

a Compétitions nationales et continentales officielles uniquement.

b Matchs officiels uniquement.
Eugeniu Ștefan, connu en France comme Eugénio Stéfan ou Eugénio Stéphan, né le 15 juin 1953 à Slatina, est un joueur roumain de rugby à XV et de football américain.

## Biographie
Originaire de Roumanie, il a fui le régime de Nicolae Ceaușescu, est arrivé comme réfugié en Finlande et puis en France, où il a joué au rugby pour le club de Racing et Stade français.

## Palmarès

### Rugby à XV
En sélection
- Champion du monde junior (à moins de 19 ans) en 1972[5].

Avec le Racing CF
- Championnat de France de première division :
  - Vice-champion (1) : 1987

### Football américain
- Champion de Finlande en 1982.